# Абиссинский кризис
Абиссинский кризис — международный кризис, разразившийся в результате экспансионистских устремлений Королевства Италия, выразившихся в нападении на эфиопский оазис Уал-Уал 23 ноября и 5 декабря 1934 года Значимый этап политики умиротворения, проводившейся правительствами Британской империи и Третьей французской республики в 1933—1939 годах.
В условиях европейской гонки вооружений кризис продемонстрировал несостоятельность Лиги Наций как инструмента регулирования международных отношений. Апогеем кризиса стало начало Второй итало-эфиопской войны. Имел длительные последствия для системы международных отношений: 1) развал англо-франко-итальянского «Фронта Стрезы»; 2) крах соглашения Муссолини — Лаваля; 3) окончательное поражение концепции коллективной безопасности, от которой дистанцировались Франция и Великобритания. Кризис послужил отвлекающим манёвром, позволившим Гитлеру ремилитаризовать Рейнскую область на год ранее задуманного. Изоляция Италии способствовала сближению с Германией, в результате чего в октябре 1936 года произошло оформление оси Берлин — Рим. Таким образом, правительство Бенито Муссолини абсолютно утратило интерес в независимости буферного австрийского государства, что привело к его аншлюсу в марте 1938 года.

## Нападение на Уал-Уал
В 1930 году Королевство Италия предприняло попытку овладеть эфиопским оазисом Уал-Уал и включить его в состав своих владений в Сомали, однако, получив отпор, было вынуждено на время отказаться от территориальных притязаний.
Эфиопское правительство, стремившееся противостоять итальянской экспансии в регионе, тайно обратилось за помощью к Британской империи, которой стремилось передать Огаден. В конце 1934 года Великобритания и Эфиопия учредили пограничную комиссию с целью определения будущей границы государства с Британским Сомали. Получив сведения об этом, глава итальянского правительства Бенито Муссолини принял решение воспрепятствовать функционированию комиссии, устроив военную провокацию.
5 декабря 1934 года итальянское вооружённое формирование при поддержке авиации и танковых частей атаковало в районе Уал-Уаля эфиопский отряд, осуществлявший защиту британско-эфиопской демаркационной комиссии. Несмотря на отсутствие у эфиопов надлежащего вооружения и малочисленность их отряда, потери с обеих сторон составили 200 человек. Тем не менее итальянцы сломили сопротивление и проникли во внутренние районы государства, после чего количество подобных акций со стороны колонизаторов лишь увеличилось.

## Реакция международного сообщества

### Позиция Лиги Наций
14 декабря 1934 года правительство Эфиопской империи уведомило Лигу Наций об осуществлении нападения. В январе 1935 года Хайле Селассие потребовал от Совета Лиги принять прописанные в 11-й статье устава организации меры с целью обеспечения мира. Совету надлежало проанализировать нападение и выработать меры его урегулирования. Тем не менее итальянцы выступили с пожеланием произвести прямые переговоры с правительством Абиссинии, на что Совет дал согласие.
17 марта того же года последовало второе обращение императора в Лигу Наций, в котором он требовал воплощения в жизнь 15-й статьи устава, подчёркивая, что Италия готовится к войне, осуществляя в частности концентрацию войск на границе. Совет же настоятельно рекомендовал Эфиопии продолжать переговоры посредством процедуры примирения. Переговоры зашли в тупик. 3 сентября Совет вынес решение о переходе к разрешению конфликта с помощью арбитражной комиссии в соответствии со статьёй 5 итало-эфиопского договора 1928 года. Последняя вынесла единогласное постановление об отсутствии ответственности обеих сторон за нападение на Уал-Уал и другие абиссинские населённые пункты.
Дуче оспорил решение Лиги Наций, после чего она сочла необходимым удовлетворить вторую просьбу Хайле Хелассие о применении 15-й статьи, суть которой заключалась в выносе заключения вне зависимости от позиций сторон. 26 сентября Совет оповестил императора о невозможности найти разрешение ситуации. 2 октября произошло закрытие Ассамблеи Лиги Наций, функционировавшей в течение месяца, на протяжении которого она так и не приняла решение относительно деэскалации конфликта.
3 октября эфиопское правительство уведомило Совет Лиги о начатых итальянцами военных действиях и последующих за ними бомбардировками Адуа и Адиграта.
5 октября Совет санкционировал комитет шести, в состав которого входили представители Британской империи, Чили, Дании, Франции и Португалии, проанализировать ситуацию и доложить о ней. В результате этого 7 октября Совет принял резолюцию о необходимости прекращения нарушения итальянцами устава Лиги Наций.
9 октября произошёл следующий созыв Ассамблеи, на котором было принято решении о введении в отношении Королевства Италия экономических санкций. В пользу этого высказались все представленные государства, за исключением Албании, Австрия и Венгрии, не имевших возможности протестовать в связи с собственным географическим, политическим и экономическим положением.

### Позиция великих держав
Нацистская Германия и Японская империя, уже не представленные к тому времени в Лиге и полностью проигнорировавшие введение санкций, приняли решение о поддержке экспансионистских устремлений Италии.
Экономические санкции накладывались на импорт и экспорт определённых товаров, за исключением нефти, наличие которой способствовало овладению Эфиопией. Суэцкий канал также оставался открытым для итальянцев, осуществлявшим посредством него переброску войск, а также доставку продовольствия и оружия. Об этом приняли решение в тайном соглашении министры иностранных дел Третьей французской республики и Британской империи Пьер Лаваль и Сэмюэль Хор. Впоследствии Лаваль так вспоминал об этом: «Мы сразу же пришли к соглашению относительно исключения военных санкций, непринятия никаких мер морской блокады, относительно отсутствия необходимости рассматривать вопрос о закрытии Суэцкого канала, — одним словом об исключении всяких мер, могущих привести к войне».
Таким образом, позиция Великобритании и Франции в Абиссинском кризисе продемонстрировала стремление к поддержке Лиги Наций лишь в случае соответствия их решений стратегическим интересам империй.

### Позиция малых держав
Тем не менее данной позиции придерживались далеко не все европейские государства. Ещё до принятия решения о вводе санкций министр иностранных дел Швеции Рикард Сандлер и министр без портфеля Эстен Унден выступили перед общественностью с речами, в которых призвали противодействовать агрессору, в том числе с помощью санкций. Все крупные политические движения государства выразили им поддержку. В связи с этим правительство, отказавшись вносить данный вопрос на повестку дня в риксдаг, моментально наложило запрет на вывоз из государства боеприпасов, прекратило экономические отношения с Италией, а также наложило вето на ввоз из неё различного рода товаров.
Швейцарское же правительство выразило согласие применить санкции лишь в той мере, насколько они будут согласовываться с занятой им позицией нейтралитета, которой оно изначально придерживалось.

### Окончательное решение Лиги Наций
Уже в разгар второй итало-эфиопской войны, 3 марта, а затем и 20 апреля, 1936 года Лига Наций выступила с предложением к обеим сторонам о начале переговоров с целью прекращения военных действий. Правительство Муссолини эти призывы проигнорировало. Лига Наций подтвердила провал попытки организовать межгосударственный диалог. 7 мая война завершилась. Декретом от 9 мая того же года Виктор Эммануил III принял титул императора Абиссинии.
Лига Наций аннулировала экономические санкции в отношении Италии 6 мая 1936 года и в мае 1938 года признала суверенитет над Эфиопией.